# Émilienne Dux
Fany Deux, dite Émilienne Dux, née le 28 novembre 1874 à La Ricamarie (Loire) et morte le 9 mars 1950 à Paris, est une actrice française.

## Biographie
Fany Deux naît le 28 novembre 1874 à La Ricamarie du mariage du gouverneur des mines Claude Deux et de la ménagère Antoinette Préher.
Le 22 juin 1897, elle épouse le metteur en scène Émile Duard.
Émilienne Dux est morte d'un œdème pulmonaire le 9 mars 1950 en son domicile situé au no 8, rue des Beaux-Arts dans le 6e arrondissement de Paris . Elle est inhumée au cimetière des Batignolles (32e division) et ses restes y reposent jusqu'à la fin de la concession en juin 1997 où ils ont été transférés probablement dans l'ossuaire du Cimetière du Père-Lachaise.
Ayant eu six enfants, elle est notamment la mère du chansonnier revuiste Paul Colline (1895-1991) par le metteur en scène Émile Duard (1862-1941), et du comédien Pierre Dux (1908-1990) par l'acteur Alexandre Vargas. Ses trois premiers enfants sont nés en Russie où elle faisait chaque année une saison théâtrale à Saint-Pétersbourg, sa fille aînée, Émilienne, y étant morte de la fièvre typhoïde, tandis que son fils Albert est mort à Amiens des suites de ses blessures pendant la Première Guerre mondiale.

## Théâtre

### Hors Comédie-Française
- 1895 : Mademoiselle Ève de Gyp, théâtre de l'Athénée : Ève
- 1895 : La Dame de carreau de Charles Haddon Chambers et B. C. Stephenson, théâtre de la Porte Saint-Martin : Margaret
- 1903 : Le Roman de Françoise de Louis Leloir, théâtre de l'Ambigu-Comique : Françoise
- 1905 : Le Cœur et la Loi de Paul et Victor Margueritte, théâtre de l'Odéon : Mme Favié
- 1905 : Jeunesse d'André Picard, théâtre de l'Odéon : Andrée Dautran
- 1906 : La Vieillesse de Don Juan de Pierre Barbier et Mounet-Sully, théâtre de l'Odéon : Isabelle
- 1906 : Jules César de William Shakespeare, théâtre de l'Odéon : Portia
- 1907 : L'Otage de Gabriel Trarieux, théâtre de l'Odéon : Cécile Santeuil
- 1907 : Le Maître à aimer de Hugues Delorme, théâtre de l'Odéon : la Présidente
- 1907 : Son père d'Albert Guinon et Alfred Bouchinet, théâtre de l'Odéon : Mme Orsier
- 1907 : Tartuffe de Molière, mise en scène André Antoine, théâtre de l'Odéon : Elmire
- 1908 : Ramuntcho de Pierre Loti, théâtre de l'Odéon : Franchita
- 1911 : L'Amour défendu de Pierre Wolff, théâtre du Gymnase : Mme Rousset
- 1912 : La Femme seule d'Eugène Brieux, théâtre du Gymnase : Mlle de Meuriot
- 1913 : Hélène Ardouin d'Alfred Capus, théâtre du Vaudeville : Mme Ardouin
- 1914 : Un grand bourgeois d'Émile Fabre, mise en scène Firmin Gémier, théâtre Antoine : Christiane Matignon

### Carrière à la Comédie-Française
Entrée en 1915
Nommée 358e sociétaire en 1920
Départ en 1932
- 1917 : Phèdre de Jean Racine : Oenone
- 1917 : Les Noces d'argent de Paul Géraldy : Mme Hamelin
- 1917 : Iphigénie de Jean Racine : Egine
- 1920 : Le Soupçon de Paul Bourget : Mme Lavergne
- 1920 : Barberine d'Alfred de Musset, mise en scène Émile Fabre : la reine
- 1921 : Francillon d'Alexandre Dumas fils : Thérèse Smith
- 1921 : Un ennemi du peuple de Henrik Ibsen : Mme Stockmann
- 1923 : Un homme en marche de Henry Marx : Mme Dariault
- 1923 : Florise de Théodore de Banville : Célidée
- 1923 : Le Jeune malade d'André Chénier : la mère
- 1924 : La Dépositaire d'Edmond Sée : Mme Hersent
- 1924 : Le Misanthrope de Molière : Arsinoé
- 1926 : La Mère confidente de Marivaux : Mme Argante
- 1926 : Le Mariage de Victorine de George Sand : Mme Vanderk
- 1928 : Le Philosophe sans le savoir de Michel-Jean Sedaine : Mme Vanderk
- 1928 : Les Noces d'argent de Paul Géraldy : Mme Hamelin

## Filmographie
- 1912 : Chaînes rompues de Henri Pouctal (court-métrage)
- 1912 : Le Saltimbanque de Henri Pouctal (court-métrage)
- 1913 : Serge Panine de Henri Pouctal (court-métrage)
- 1913 : L'Honneur de Henri Pouctal
- 1914 : Les Filles rivales de Daniel Riche
- 1914 : Le Roman d'un spahi de Henri Pouctal
- 1916 : L'homme n'est pas parfait de Georges Denola
- 1917 : Le Bonheur qui revient d'André Hugon
- 1917 : La Comtesse de Somerive de Georges Denola et Jean Kemm
- 1918 : L'Obstacle de Jean Kemm
- 1919 : Nelly de Louis Paglieri
- 1920 : Irène de Marcel Dumont